# Mpulungu (Sambia)
Mpulungu ist eine Hafenstadt am Tanganjikasee in Sambia auf etwa 790 Meter Höhe über dem Meeresspiegel. Sie hat 54.405 Einwohner (2010). Sie ist Sitz der Verwaltung des gleichnamigen Distrikts.

## Wirtschaft
Mpulungu ist der einzige sambische Hafen. Es ist eine kleine Stadt mit sehr wenigen Geschäften, aber einem beachtlichen Warenumschlag. Es gibt einen Markt.

## Infrastruktur
Der Hafen wird von der MS Liemba jeden Freitag angelaufen. Von dort führt eine asphaltierte Straße nach Mbala und von dort weiter nach Norden nach Tansania und nach Südosten nach Kasama und weiter zum Tanzam Highway. Eine Piste verbindet Mbala mit dem Grenzort Nakonde am Tanzam Highway.

## Tourismus
Die Ufer von Mpulungu bestehen aus Sandstränden, Granitfelsen und Marschen. Der klare, 1433 Meter tiefe See bietet über 350 Fischarten, darunter den Tigersalmler und etliche Buntbarsche sowie zahlreiche Zierfische für den Export. Die Fischindustrie ist mit 300 Arbeitsplätzen der größte Arbeitgeber des Ortes. 60 Kilometer westlich am See liegt der Nsumbu-Nationalpark. Dessen Hauptort Nsumbu war bis Mitte des 19. Jahrhunderts ein Sklavensammelplatz für die Verschiffung über den See nach Sansibar. Es gibt verschiedene Lodges und Camps aller Kategorien.
Mpulungu ist Ausgangsort für Touren zu den Kalambo-Fällen.